# Extravagantes
Les Extravagantes sont les constitutions des papes postérieures aux Clémentines (bulles de Clément V), et dont la plupart ont été publiées par Jean XXII. On leur donna ce nom, parce qu'elles furent longtemps dispersées et en dehors des recueils du droit canon.

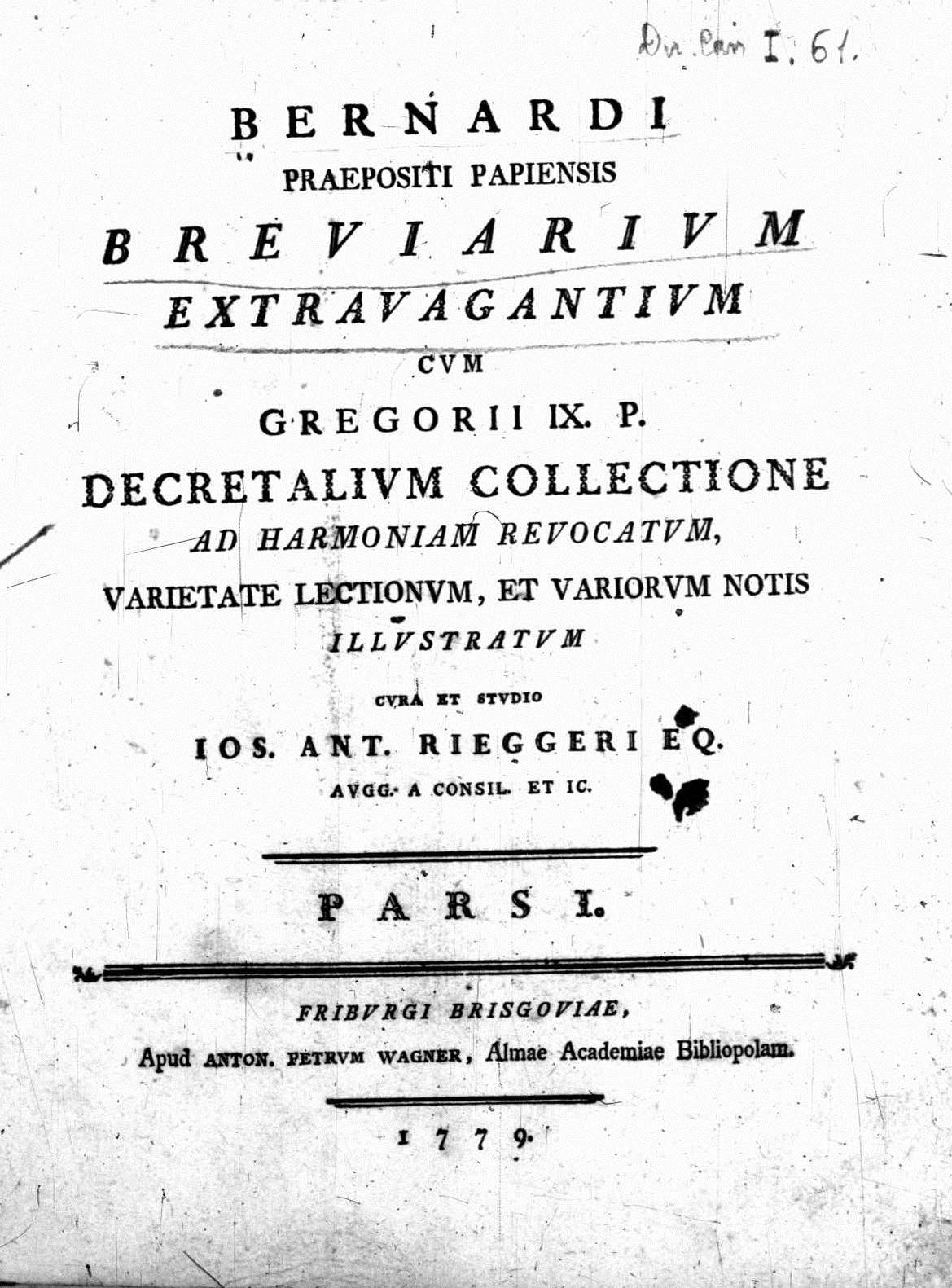
Bernard de Pavie, Breviarium extravagantium, 1779

## Source
Cet article comprend des extraits du Dictionnaire Bouillet. Il est possible de supprimer cette indication, si le texte reflète le savoir actuel sur ce thème, si les sources sont citées, s'il satisfait aux exigences linguistiques actuelles et s'il ne contient pas de propos qui vont à l'encontre des règles de neutralité de Wikipédia.